# 관양동

관양동(冠陽洞)은 경기도 안양시 동안구의 법정동이다.

## 개요
관양동은 안양시의 관문으로서 인근시 과천, 의왕 등과 시경계를 이루는 지역이다. 교통의 중심지로 인근 수도권 교통의 경유지 역할을 하며, 서울, 과천, 의왕, 수원과의 연결 및 전철이 통과하는 핵심 지역이자 중소기업의 밀집지역으로 지역 경제를 선도하는 역할을 하고 있기도 하다. 인덕원역이 있는 관양2동은 공무 여행자들의 숙소였던 인덕원이 있어서 옛날부터 교통의 요지였다. 280여개 업체의 밀집으로 생산, 수출, 고용증대 등의 역할을 한다.

## 역사
- 1973년 7월 1일 : 안양시 승격으로 안양시 관양동이 됨[2]
- 1990년 5월 20일 : 관양동이 관양1동, 2동으로 분동되었다.
- 1993년 1월 15일 : 평촌택지개발지구내 부림동 분동[3]
- 2024년 1월 1일: 관양1동을 관양동으로 개칭

## 교육
- 관양초등학교
- 안양관악초등학교
- 해오름초등학교
- 관양중학교
- 관양고등학교

## 교통
- 인덕원역

## 주요 아파트
| 단지명      | 건설사     | 시행사     | 주소                 | 입주        | 비고 |
| ----------- | ---------- | ---------- | -------------------- | ----------- | ---- |
| 인덕원 삼성 | 삼성중공업 | 삼성중공업 | 동안구 안양판교로 42 | 1998년 12월 |      |